# 萧靖
萧靖（1916年—1964年7月），原名徐振川，曾用名徐树华、徐柏森、化名徐迈伦。吉林双阳人。中华人民共和国政治人物，吉林省副省长。

## 生平
1936年参加抗日工作，1936年5月加入中国共产党，任北平东北特委支书。1937年上半年，到延安，入中共中央党校学习。
1938年春，调晋西北工作，在八分区坚持清、太、徐、交等县抗日，历任县委组织部长、县委书记、八地委军事部长、七地委统战部部长、游击大队政委、兼任二十一团政委。1945年夏任吕梁区党委委员、清太徐工委书记、七支队政委。
抗战利后，任晋绥赴东北干部团一团政委、热河纵队三旅政治部主任。
中华人民共和国建立后，任吉林省总工会主席、吉林省副省长兼经委主任，省委常委、工业部部长等职。1964年7月27日召开吉林省委第二届第十五次全体会议，讨论萧靖、四平地委第一书记董玉昆、团省委书记蒋谷峰的问题。